# Harmonia (község)
Harmonia egy község (município) Brazília Rio Grande do Sul államában, a Caí folyó völgyében. Népességét 2022-ben 5378 főre becsülték.

## Története
Harmonia a Caí-völgy német gyarmatosításának részeként jött létre, amely 1828-ban kezdődött São José do Hortêncioban (mindössze négy évvel miután az első német bevándorlók megérkeztek az államba), és 1840-től kezdődően a régió többi részére is kiterjedt. Harmonia telepítése 1854 körül kezdődött, amikor Juca Inácio Teixeira megbízta Ernest Müzel földmérőt, hogy mérje fel és ossza fel a tulajdonában lévő Parecy gazdaság egy részét (amely a jelenlegi Pareci Novotól a jelenlegi Tupandiig terjedt). Az első telkeket Peter Kuhn és Peter Heck telepeseknek adta el. A következő években megjelentek az első gabonamalmok, majd a sajtgyárak, fazekasok, lakatosok, asztalosok. Iskolát alapítottak, ahol németül folyt az oktatás. 1873-ban kápolnát építettek, amelyet Tupandi jezsuita papjai látogattak.
A hagyomány szerint a település neve onnan ered, hogy amikor az első lakosok összegyűltek néhány telepes otthonában beszélgetni, német dalokat énekelni, kellemes összhangban (harmóiában) teltek az óráik. Innen ered a Harmonia név, amely a mai napig megmaradt.
1892-ben nyilvánították São João de Montenegro kerületévé. 1988-ban függetlenedett és 1989-ben önálló községgé alakult.

## Leírása
Székhelye Harmonia, további kerületei nincsenek. Távolsága az állami székhelytől 68 kilométer. Gazdaságának legnagyobb részét a szolgáltatások teszik ki. Jelentős mezőgazdasága (citrusfélék) és állattenyésztése (baromfi) is. Ma is jellemzőek rá a német hagyományok, fesztiválok.